# West Kootenai (Montana)
West Kootenai es un lugar designado por el censo ubicado en el condado de Lincoln en el estado estadounidense de Montana. En el Censo de 2010 tenía una población de 365 habitantes y una densidad poblacional de 8,76 personas por km².

## Geografía
West Kootenai se encuentra ubicado en las coordenadas 48°57′47″N 115°13′9″O / 48.96306, -115.21917. Según la Oficina del Censo de los Estados Unidos, West Kootenai tiene una superficie total de 41.65 km², de la cual 41.45 km² corresponden a tierra firme y (0.47%) 0.19 km² es agua.

## Demografía
Según el censo de 2010, había 365 personas residiendo en West Kootenai. La densidad de población era de 8,76 hab./km². De los 365 habitantes, West Kootenai estaba compuesto por el 97.26% blancos, el 0.27% eran afroamericanos, el 0.82% eran amerindios, el 0% eran asiáticos, el 0% eran isleños del Pacífico, el 0% eran de otras razas y el 1.64% pertenecían a dos o más razas. Del total de la población el 2.47% eran hispanos o latinos de cualquier raza.